# Arculus sykesii
Arculus sykesii is een tweekleppigensoort uit de familie van de Lasaeidae. De wetenschappelijke naam van de soort is voor het eerst geldig gepubliceerd in 1895 door Chaster.